# Batalla de Kringen
La batalla de Kringen fue una emboscada perpetrada por campesinos noruegos contra los mercenarios escoceses que se dirigían a alistarse en el ejército sueco durante la Guerra de Kalmar.
La batalla se ha convertido en parte del folklore noruego, dando nombres a diversos lugares de la región de Otta. Durante mucho tiempo se pensó que George Sinclair fue el comandante de las fuerzas, sin embargo, él estuvo subordinado al teniente coronel Alexander Ramsay.

## Antecedentes
Las fuerzas escocesas fueron en parte reclutadas por Sir James Spens, al parecer contra los deseos del rey Jacobo VI, que apoyaba a los daneses en la guerra. Dos barcos zarparon de Dundee y Caithness a comienzos de agosto, y tras una escala en las Islas Órcadas partieron hacia Noruega.
Debido a que la ruta marina por el Skagerrak había sido bloqueada por los daneses, los mercenarios decidieron seguir la ruta terrestre a Suecia que ya habían seguido con éxito otras tropas holandesas y escocesas. El 20 de agosto, llegaron a Isfjorden en Romsdal, desde donde partieron descendiendo por el valle de Gudbrandsdal.
Habiendo sido advertidos de la incursión, y probablemente encolerizados por la matanza de reclutas noruegos en Nya Lödöse, numerosos campesinos de las comarcas de Vågå, Lesja, Dovre, Fron y Ringebu se movilizaron para plantar cara al enemigo. La leyenda cuenta que el alguacil de la zona, Lars Gunnarson Hågå, entró en la iglesia de Dovre blandiendo un hacha y gritando "Gjev ljod - fienden har kome til landet!" (¡Sabed que el enemigo ha llegado a nuestras tierras!).

## La batalla
Las fuerzas escocesas incluían dos compañías de a pie, comandadas por Sinclair y Ramsay. Se ha argumentado que los escoceses se encontraban mal armados, pero esto es poco probable ya que los cuerpos que fueron posteriormente saqueados poseían numerosas armas y pertenencias, y seguramente iban bien equipados. Las milicias noruegas estaban armadas con espadas, lanzas, hachas, hoces, guadañas y unas pocas ballestas y mosquetes.
De acuerdo con el folklore, las tropas escocesas estaba formadas por entre 900 y 1.100 hombres, pero los historiadores descartan esta cifras, fijando la fuerza en unos 300 hombres.
La fuerza de las tropas noruegas se estima en unos 500.

## Operaciones de combate
Hay pocos informes enteramente creíbles sobre la batalla, pero la historia oral habla de dos noruegos a caballo siguiendo a las tropas escocesas, posiblemente al otro lado del valle. Uno de estos jinetes era una mujer llamada Guri, conocida como Prillar-Guri para la posteridad; el otro era un hombre de nombre desconocido. El hombre cabalgó con su caballo en dirección contraria para distraer a las tropas en marcha. Cuando los escoceses alcanzaron la sección más estrecha del valle (Kringen) Guri hizo sonar en su cuerno, señalando el inicio de la emboscada.

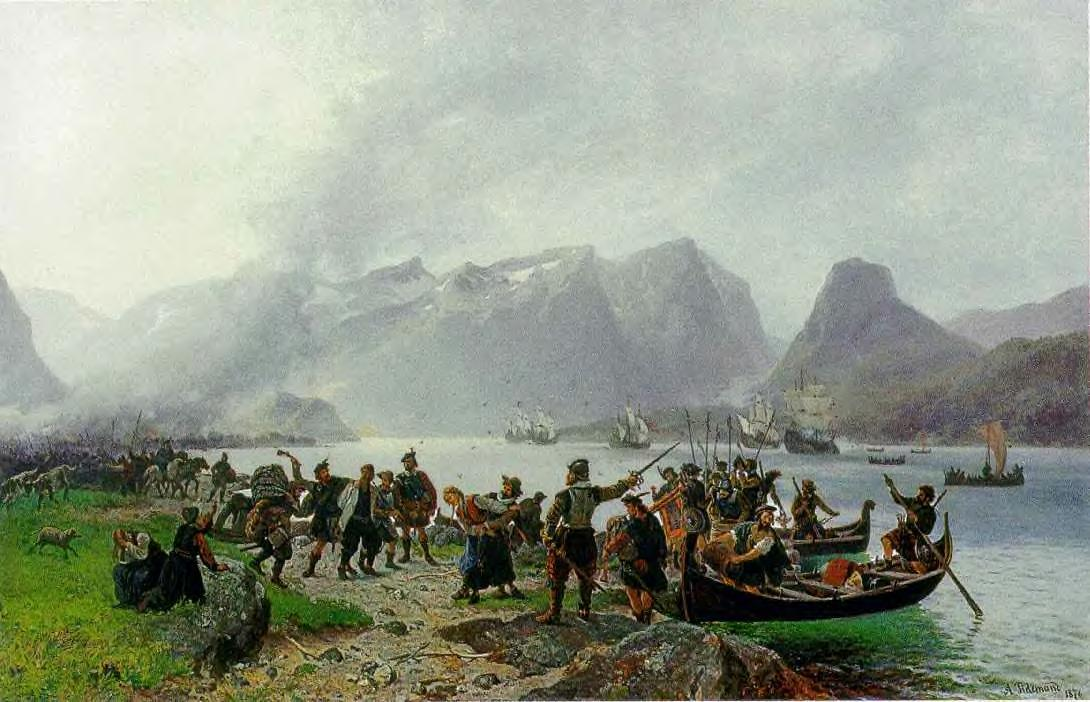
Cuadro de Adolph Tidemand en estilo nacionalista romántico noruego del desembarco escocés en Isfjorden (el número de barcos es incorrecto).

De acuerdo con el folklore, las tropas noruegas dejaron caer troncos y rocas al valle, impidiendo la marcha de los soldados, pero esto no ha podido ser confirmado. Se sabe, sin embargo, que dispararon a los soldados con ballestas y mosquetes. Entre los primeros en caer estuvo George Sinclair, al parecer disparaddo por un tal Berdon Sejelstad. Sinclair era sobrino del Conde de Caithness y una figura histórica del Clan Sinclair.
La lucha cuerpo a cuerpo continuó con los milicianos luchando con hachas, guadañas, y por lo visto otras armas improvisadas. La mayor parte de los escoceses murieron durante la batalla. Algunos de ellos pudieron escapar, pero otros fueron capturados. Todos excepto 14 fueron sumariamente ejecutados en Kvam en la actual Nord-Fron, los supervivientes fueron enviados a Cristianía para su encarcelamiento. Entre estos supervivientes estaban Alexander Ramsay, Sir Henry Bruce, James Moneypenny y James Scott, los cuales fueron más tarde repatriados con Ramsay como cabeza de turco de la derrota.

## Secuelas y legado
Los historiadores noruegos no están muy orgullosos de las acciones de las fuerzas noruegas aquel día, pero consideran que la batalla constituyó una defensa de la soberanía noruega.
Gran número de lugares fueron renombrados tras la incursión escocesa, especialmente a lo largo de la ruta. Hay también algunas evidencias de que muchos escoceses se instalaron en Noruega, y algunos nombres de granjas pueden confirmar esto. Hay también un "Sinclair's Club" en Otta, y hay regulares re-promulgaciones de la batalla. La tumba de Sinclair es una señal local, y aunque los noruegos de aquel tiempo procuraron profanar su memoria enterrándolo fuera de las paredes de la iglesia, éste es ahora reverenciado en el área.
Desde entonces ha habido una conexión histórica entre Escocia y Noruega en general, particularmente con Caithness. La batalla se ha convertido en una historia compartida entre los dos pueblos.
Parte del bunad (traje típico noruego) de esta área, conocido como rutaliv, es una reminiscencia del tartán rojo de Sinclair.